# Ryan Held
Ryan Held (Springfield, 27 giugno 1995) è un nuotatore statunitense.
Il 7 agosto conquista l'oro ai Giochi olimpici di Rio de Janeiro 2016 nei 4x100 metri stile libero assieme a Michael Phelps, Caeleb Dressel e Nathan Adrian.

## Palmarès

### Competizioni internazionali
| Anno | Manifestazione          | Sede           | Evento           | Risultato | Prestazione | Note                  |
| ---- | ----------------------- | -------------- | ---------------- | --------- | ----------- | --------------------- |
| 2016 | Giochi olimpici         | Rio de Janeiro | 4x100 m sl       | Oro       | 3'09"92     |                       |
| 2017 | Universiadi             | Taipei         | 100 m sl         | Oro       | 48"36       |                       |
| 2017 | Universiadi             | Taipei         | 4x100 m sl       | Oro       | 3'14"01     |                       |
| 2017 | Universiadi             | Taipei         | 4x100 m misti    | Oro       | 3'33"27     |                       |
| 2018 | Mondiali in vasca corta | Hangzhou       | 4x50 m sl        | Oro       | 1'21"80     | Record mondiale       |
| 2018 | Mondiali in vasca corta | Hangzhou       | 4x100 m sl       | Oro       | 3'03"03     | Record mondiale       |
| 2018 | Mondiali in vasca corta | Hangzhou       | 4x50 m misti     | Argento   | 1'30"90     |                       |
| 2018 | Mondiali in vasca corta | Hangzhou       | 4x100 m misti    | Oro       | 3'19"98     | Record dei campionati |
| 2018 | Mondiali in vasca corta | Hangzhou       | 4x50 m sl mista  | Oro       | 1'27"89     | Record mondiale       |
| 2021 | Mondiali in vasca corta | Abu Dhabi      | 50 m sl          | Argento   | 20"70       |                       |
| 2021 | Mondiali in vasca corta | Abu Dhabi      | 100 m sl         | Argento   | 45"63       |                       |
| 2021 | Mondiali in vasca corta | Abu Dhabi      | 4x100 m sl       | Bronzo    | 3'05"42     |                       |
| 2021 | Mondiali in vasca corta | Abu Dhabi      | 4x200 m sl       | Oro       | 6'47"00     |                       |
| 2021 | Mondiali in vasca corta | Abu Dhabi      | 4x50 m misti     | Oro       | 1'30"51     |                       |
| 2021 | Mondiali in vasca corta | Abu Dhabi      | 4x100 m misti    | Argento   | 3'20"05     |                       |
| 2022 | Mondiali                | Budapest       | 4x100 m sl       | Oro       | 3'09"34     |                       |
| 2022 | Mondiali                | Budapest       | 4x100 m misti    | Argento   | 3'27"79     |                       |
| 2022 | Mondiali                | Budapest       | 4x100 m sl mista | Bronzo    | 3'21"09     |                       |
| 2023 | Mondiali                | Fukuoka        | 4x100 m sl       | Bronzo    | 3'10"81     |                       |
| 2024 | Giochi olimpici         | Parigi         | 4x100m sl        | Oro       | 3'09"28     | [ 1 ]                 |